# Coppa Italia 2014-2015 (pallanuoto maschile)
La Coppa Italia 2014-2015 di pallanuoto maschile è stata la 24ª edizione del trofeo assegnato annualmente dalla FIN. La competizione ha aperto la stagione italiana di club 2014-2015 il 26 settembre, e si è conclusa il 28 febbraio
Come già accaduto nelle due edizioni precedenti, prendono parte alla coppa solo le 12 squadre iscritte alla Serie A1, escludendo dunque per il terzo anno consecutivo le squadre di A2. Il formato è confermato dalle edizioni passate, con due fasi a gironi seguite dalla Final Four, che si disputerà nel Piscina Comunale di Sori (GE).
La Pro Recco ha conquistato il trofeo per la decima volta, dopo aver sconfitto in finale l'AN Brescia. La Sport Management si è classificata terza, sconfiggendo l'Acquachiara nella finale per il terzo posto.

## Prima fase
La prima fase prevede due gironi da disputarsi in sede unica tra il 26 e il 28 settembre 2014, a cui hanno partecipato le squadre classificate dal 5º al 10º posto del campionato 2013-14 e le due neopromosse dalla Serie A2. Le prime due classificate di ogni girone si qualificano alla fase successiva.

### Gironi
| Gruppo A                        |
| sede: Ostia C.F. Polo Natatorio |
| Acquachiara                     |
| Florentia                       |
| Lazio                           |
| Roma Vis Nova                   |

| Gruppo B                             |
| sede: Mantova Piscina Eugenio Dugoni |
| Bogliasco                            |
| Canottieri Napoli                    |
| Como                                 |
| Sport Management                     |

### Gruppo A
|    | Classifica    | Pt | G | V | N | P | GF | GS | DR  |
| -- | ------------- | -- | - | - | - | - | -- | -- | --- |
| 1. | Acquachiara   | 9  | 3 | 3 | 0 | 0 | 51 | 19 | +32 |
| 2. | Lazio         | 6  | 3 | 2 | 0 | 1 | 42 | 28 | +14 |
| 3. | Roma Vis Nova | 3  | 3 | 1 | 0 | 2 | 20 | 40 | -20 |
| 4. | Florentia     | 0  | 3 | 0 | 0 | 3 | 18 | 44 | -26 |

| Calendario e risultati |         |                             |         |
|                        |         |                             |         |
| 27-09-14               | h 18:00 | Lazio - Florentia           | 18 - 7  |
| 27-09-14               | h 19:30 | Roma Vis Nova - Acquachiara | 5 - 19  |
| 28-09-14               | h 09:00 | Florentia - Roma Vis Nova   | 8 - 9   |
| 28-09-14               | h 10:30 | Acquachiara - Lazio         | 15 - 11 |
| 28-09-14               | h 17:00 | Acquachiara - Florentia     | 17 - 3  |
| 28-09-14               | h 18:30 | Lazio - Roma Vis Nova       | 13 - 6  |

### Gruppo B
|    | Classifica        | Pt | G | V | N | P | GF | GS | DR  |
| -- | ----------------- | -- | - | - | - | - | -- | -- | --- |
| 1. | Sport Management  | 9  | 3 | 3 | 0 | 0 | 37 | 17 | +20 |
| 2. | Canottieri Napoli | 6  | 3 | 2 | 0 | 1 | 28 | 31 | -3  |
| 3. | Bogliasco         | 3  | 3 | 1 | 0 | 2 | 18 | 34 | -16 |
| 4. | Como              | 0  | 3 | 0 | 0 | 3 | 24 | 29 | -5  |

| Calendario e risultati |         |                              |         |
|                        |         |                              |         |
| 26-09-14               | h 18:00 | Como - Bogliasco             | 7 - 8   |
| 26-09-14               | h 20:00 | Sport Management - CC Napoli | 11 - 6  |
| 27-09-14               | h 09:00 | CC Napoli - Como             | 11 - 10 |
| 27-09-14               | h 10:30 | Sport Management - Bogliasco | 16 - 4  |
| 27-09-14               | h 15:30 | Bogliasco - CC Napoli        | 6 - 11  |
| 27-09-14               | h 17:30 | Sport Management - Como      | 10 - 7  |

## Seconda fase
Hanno accesso diretto a questa fase le prime quattro classificate del campionato 2013-14 (Pro Recco, AN Brescia, Posillipo, Savona). Come nella prima fase, vengono disputati due gironi in sede unica tra il 21 e il 22 novembre 2014, in cui le prime due classificate vengono ammesse alla Final Four.

### Gironi
| Gruppo C                         |
| sede: Roma Salaria Sport Village |
| Lazio                            |
| Pro Recco                        |
| Savona                           |
| Sport Management                 |

| Gruppo D                             |
| sede: Napoli Piscina Felice Scandone |
| Canottieri Napoli                    |
| Acquachiara                          |
| Posillipo                            |
| AN Brescia                           |

### Gruppo C
|    | Classifica       | Pt | G | V | N | P | GF | GS | DR  |
| -- | ---------------- | -- | - | - | - | - | -- | -- | --- |
| 1. | Pro Recco        | 9  | 3 | 3 | 0 | 0 | 42 | 19 | 23  |
| 2. | Sport Management | 6  | 3 | 2 | 0 | 1 | 28 | 27 | 1   |
| 3. | Lazio            | 3  | 3 | 1 | 0 | 2 | 33 | 41 | -8  |
| 4. | Savona           | 0  | 3 | 0 | 0 | 3 | 24 | 40 | -16 |

| Calendario e risultati |         |                              |       |
|                        |         |                              |       |
| 21-11-14               | h 19:00 | Pro Recco - Savona           | 14-7  |
| 21-11-14               | h 20:30 | Sport Management - Lazio     | 12-11 |
| 22-11-14               | h 09:00 | Lazio - Pro Recco            | 6-20  |
| 22-11-14               | h 10:30 | Savona - Sport Management    | 8-10  |
| 22-11-14               | h 16:00 | Pro Recco - Sport Management | 8-6   |
| 22-11-14               | h 17:30 | Savona - Lazio               | 9-16  |

### Gruppo D
|    | Classifica        | Pt | G | V | N | P | GF | GS | DR  |
| -- | ----------------- | -- | - | - | - | - | -- | -- | --- |
| 1. | AN Brescia        | 9  | 3 | 3 | 0 | 0 | 48 | 15 | 33  |
| 2. | Acquachiara       | 6  | 3 | 2 | 0 | 1 | 37 | 30 | 7   |
| 3. | Canottieri Napoli | 3  | 3 | 1 | 0 | 2 | 18 | 39 | -21 |
| 4. | Posillipo         | 0  | 3 | 0 | 0 | 3 | 19 | 38 | -19 |

| Calendario e risultati |         |                         |      |
|                        |         |                         |      |
| 21-11-14               | h 19:00 | CC Napoli - Acquachiara | 8-15 |
| 21-11-14               | h 20:30 | Posillipo - Brescia     | 6-15 |
| 22-11-14               | h 10:00 | Brescia - CC Napoli     | 18-1 |
| 22-11-14               | h 11:30 | Acquachiara - Posillipo | 14-7 |
| 22-11-14               | h 17:30 | Brescia - Acquachiara   | 15-8 |
| 22-11-14               | h 19:00 | Posillipo - CC Napoli   | 6-9  |

## Final Four

### Semifinali
| Arbitri: | Riccitelli Ercoli |

|                                                                                |           |                                                    |
| 5: Giorgetti 2: Fondelli 1: Prlainović, Pijetlović, Giacoppo, Di Fulvio, Gitto | Marcatori | 3: Petković 1: Paškvalin, Scotti Galletta, Lanzoni |

| Arbitri: | Lo Dico Ceccarelli |

|                                                  |           |                              |
| 3: Nora 1: Presciutti, Molina, Rizzo, Napolitano | Marcatori | 2: Luongo 1: Ivović, Lapenna |

### Finale 3º posto
| Arbitri: | Ercoli Lo Dico |

|                                                            |           |                                                            |
| 2: Pérez, S. Luongo 1: Paškvalin, Lanzoni, Marziali, Gitto | Marcatori | 2: M. Luongo, Filipović, Razzi 1: Di Fulvio, Bini, Sadovyy |

### Finale
| Arbitri: | Caputi Ceccarelli |

|                                                       |           |                                  |
| 2: Giorgetti, Fondelli, Aicardi 1: Prlainović, Figari | Marcatori | 2: Bodegas 1: Rizzo, Nora, Bruni |